# Carretera Federal 23
La Carretera Federal 23 es una carretera mexicana que recorre los estados de Durango, Nayarit, Zacatecas y Jalisco. Tiene una longitud total de 1,157 km.
La carretera recorre el estado de Durango, desde Guanacevi hasta Huazamota en los límites con el estado de Nayarit, El Algodonal, Nayarit, Zacatecas y hasta llegar a Chapala en Jalisco. La carretera tiene una longitud de 1,157 km. 
Las carreteras federales de México se designan con números impares para rutas norte-sur y con números pares para las rutas este-oeste. Las designaciones numéricas ascienden hacia el sur de México para las rutas norte-sur y ascienden hacia el este para las rutas este-oeste. Por tanto, la Carretera Federal 23, debido a su trayectoria de norte-sur, tiene la designación de número impar y, por estar ubicada en el norte de México, le corresponde la designación N° 23.

## Trayectoria

### Durango
Sección 1. Longitud = 615 km
- Guanacevi
- Tepehuanes
- Santiago Papasquiaro
- Nuevo Ideal
- Canatlán
- Durango
- Mezquital
- Huazamota

### Nayarit
- El Algodonal, Nayarit

### Zacatecas
Longitud = 442
- El Cruzero de Santa Cruz
- Fresnillo – Carretera Federal 44 y Carretera Federal 45
- Jerez de García Salinas
- Momax
- Tlaltenango de Sánchez Roman
- Tepechitlan
- Teúl de González Ortega

### Jalisco
Longitud = 120 km
- Huejúcar
- Santa María de los Ángeles
- Colotlan
- San Cristóbal de la Barranca
- Guadalajara - Carretera Federal 54
- La Calera - Carretera Federal 35
- Ixtlahuacán de los Membrillos
- Chapala